# Skärstads distrikt
Skärstads distrikt är ett distrikt i Jönköpings kommun och Jönköpings län. 
Distriktet ligger i norra delen av kommunen, vid Vättern. 

## Tidigare administrativ tillhörighet
Distriktet inrättades 2016 och utgörs av socknen Skärstad i Jönköpings kommun.
Området motsvarar den omfattning Skärstads församling hade vid årsskiftet 1999/2000.